# 1970-es labdarúgó-világbajnokság-selejtező (UEFA – 6. csoport)
Az 1970-es labdarúgó-világbajnokság európai 6. selejtezőcsoportjának mérkőzéseit, és a csoport végeredményét tartalmazó lapja. A csoportban körmérkőzéses, oda-visszavágós rendszerben játszottak egymással a labdarúgó-válogatottak. A selejtezőket 1968. június 19. és 1969. október 19. között rendezték. A csoport győztese automatikus résztvevője lett az 1970-es labdarúgó-világbajnokságnak.
A csoportban Belgium, Finnország, Jugoszlávia és Spanyolország szerepelt.
Belgium jutott ki az 1970-es világbajnokságra.

## Tabella
| Hely. | Csapat        | M | Gy | D | V | G+ | G– | Gk  | P | Továbbjutás                          |     | Belgium | Jugoszlávia | Spanyolország | Finnország |
| ----- | ------------- | - | -- | - | - | -- | -- | --- | - | ------------------------------------ | --- | ------- | ----------- | ------------- | ---------- |
| 1.    | Belgium       | 6 | 4  | 1 | 1 | 14 | 8  | +6  | 9 | Kijutott az 1970-es világbajnokságra |     | —       | 3–0         | 2–1           | 6–1        |
| 2.    | Jugoszlávia   | 6 | 3  | 1 | 2 | 19 | 7  | +12 | 7 |                                      |     | 4–0     | —           | 0–0           | 9–1        |
| 3.    | Spanyolország | 6 | 2  | 2 | 2 | 10 | 6  | +4  | 6 |                                      | 1–1 | 2–1     | —           | 6–0           |            |
| 4.    | Finnország    | 6 | 1  | 0 | 5 | 6  | 28 | −22 | 2 |                                      | 1–2 | 1–5     | 2–0         | —             |            |

## Mérkőzések
| 1968. június 19. |

| Finnország | 1–2         | Belgium                    |
| ---------- | ----------- | -------------------------- |
| Flink 15'  | Jegyzőkönyv | Devrindt 85' Polleunis 89' |

| Olimpiai Stadion, Helsinki Nézőszám: 10 578 Játékvezető: Anvar Zverev (szovjet) |

| 1968. szeptember 25. |

| Jugoszlávia                                                    | 9–1         | Finnország |
| -------------------------------------------------------------- | ----------- | ---------- |
| Zambata 9' 73' 87' Musemić 39' 57' 90' Džajić 58' 65' Osim 62' | Jegyzőkönyv | Tolsa 88'  |

| JNA Stadion, Belgrád Nézőszám: 6810 Játékvezető: Mitko Csukov (bolgár) |

| 1968. október 9. |

| Belgium                                                     | 6–1         | Finnország              |
| ----------------------------------------------------------- | ----------- | ----------------------- |
| Puis 16' (11-esből) 77' Polleunis 30' 39' 63' Semmeling 49' | Jegyzőkönyv | Lindholm 82' (11-esből) |

| Regenboogstadion, Waregem Nézőszám: 8052 Játékvezető: Bíróczky János (magyar) |

| 1968. október 16. |

| Belgium                        | 3–0         | Jugoszlávia |
| ------------------------------ | ----------- | ----------- |
| Devrindt 35' 73' Polleunis 84' | Jegyzőkönyv |             |

| Émile Versé Stadion, Brüsszel Nézőszám: 20 233 Játékvezető: Jozef Krňávek (csehszlovák) |

| 1968. október 27. |

| Jugoszlávia | 0–0         | Spanyolország |
| ----------- | ----------- | ------------- |
|             | Jegyzőkönyv |               |

| Crvena Zvezda Stadion, Belgrád Nézőszám: 23 963 Játékvezető: Ferdinand Marschall (osztrák) |

| 1968. december 11. |

| Spanyolország | 1–1         | Belgium     |
| ------------- | ----------- | ----------- |
| Gárate 75'    | Jegyzőkönyv | Devrindt 3' |

| Santiago Bernabéu, Madrid Nézőszám: 11 906 Játékvezető: Heliodoro Garcia (portugál) |

| 1969. február 23. |

| Belgium          | 2–1         | Spanyolország |
| ---------------- | ----------- | ------------- |
| Devrindt 33' 81' | Jegyzőkönyv | Asensi 82'    |

| Stade de Sclessin, Liège Nézőszám: 31 668 Játékvezető: Tage Sørensen (dán) |

| 1969. április 30. |

| Spanyolország            | 2–1         | Jugoszlávia  |
| ------------------------ | ----------- | ------------ |
| Bustillo 20' Amancio 27' | Jegyzőkönyv | Pavlović 67' |

| Camp Nou, Barcelona Nézőszám: 29 914 Játékvezető: Rudolf Scheurer (svájci) |

| 1969. június 4. |

| Finnország | 1–5         | Jugoszlávia                                   |
| ---------- | ----------- | --------------------------------------------- |
| Tolsa 20'  | Jegyzőkönyv | Džajić 14' Bukal 22' 77' Pirić 40' Sprečo 60' |

| Olimpiai Stadion, Helsinki Nézőszám: 8740 Játékvezető: Stanisław Eksztajn (lengyel) |

| 1969. június 25. |

| Finnország            | 2–0         | Spanyolország |
| --------------------- | ----------- | ------------- |
| Lindholm 7' Tolsa 20' | Jegyzőkönyv |               |

| Olimpiai Stadion, Helsinki Nézőszám: 11 838 Játékvezető: Günter Männig (keletnémet) |

| 1969. október 15. |

| Spanyolország                                               | 6–0         | Finnország |
| ----------------------------------------------------------- | ----------- | ---------- |
| Pirri 5' Gárate 18' 42' Velázquez 21' Amancio 44' Quino 86' | Jegyzőkönyv |            |

| Estadio Municipal, La Línea Nézőszám: 20 904 Játékvezető: Robert Héliès (francia) |

| 1969. október 19. |

| Jugoszlávia                           | 4–0         | Belgium |
| ------------------------------------- | ----------- | ------- |
| Belin 2' Spasovski 31' 33' Džajić 51' | Jegyzőkönyv |         |

| Stadion Gradski Park, Szkopje Nézőszám: 21 583 Játékvezető: Brunon Piotrowicz (lengyel) |